# بد ویگون
بد ویگون (به آلمانی: Bad Vigaun) یک منطقهٔ مسکونی در اتریش است که در ناحیه هالاین واقع شده‌است. بد ویگون ۱٬۸۸۵ نفر جمعیت دارد.